# Kimberley Morrison
Pour les articles homonymes, voir Morrison.
Kimberley Morrison, née le 27 décembre 1987 à North Norfolk, est une triathlète professionnelle anglaise, vainqueur sur distance Ironman 70.3.

## Palmarès triathlon
Le tableau présente les résultats les plus significatifs (podium) obtenus sur le circuit international de triathlon depuis 2016,.
| Année | Compétition                | Pays        | Position           | Temps           |
| ----- | -------------------------- | ----------- | ------------------ | --------------- |
| 2019  | Ironman Tallinn            | Estonie     | Médaille de bronze | 9 h 4 min 23 s  |
| 2018  | Ironman 70.3 Finlande      | Finlande    | Médaille d'or      | 4 h 21 min 53 s |
| 2018  | Ironman 70.3 Jönköping     | Suède       | Médaille d'argent  | 4 h 19 min 56 s |
| 2017  | Ironman 70.3 Texas         | États-Unis  | Médaille d'or      | 4 h 15 min 40 s |
| 2017  | Ironman 70.3 Buenos Aires  | Argentine   | Médaille d'argent  | 4 h 18 min 29 s |
| 2017  | Ironman 70.3 Staffordshire | Royaume-Uni | Médaille de bronze | 4 h 40 min 14 s |
| 2017  | Ironman 70.3 Jönköping     | Suède       | Médaille de bronze | 4 h 24 min 24 s |
| 2016  | Ironman 70.3 Buenos Aires  | Argentine   | Médaille d'or      | 4 h 20 min 43 s |
| 2016  | Ironman 70.3 Jönköping     | Suède       | Médaille de bronze | 4 h 25 min 20 s |
| 2016  | Ironman 70.3 Staffordshire | Royaume-Uni | Médaille d'argent  | 4 h 35 min 47 s |